# Quararibea verticillaris
Quararibea verticillaris là một loài thực vật có hoa trong họ Cẩm quỳ. Loài này được (Moç. & Sessé ex DC.) Vischer miêu tả khoa học đầu tiên năm 1919.